# Taraxacum diversilobum
Taraxacum diversilobum — вид квіткових рослин з родини айстрових (Asteraceae). Вид зростає в Європі: Данія, Польща, Латвія; це багаторічна рослина помірних біомів.